# Almafuerte (film)
Pour plus de détails, voir Fiche technique et Distribution.
Almafuerte est un film argentin réalisé par Luis César Amadori, sorti en 1949.

## Synopsis
La vie du poète argentin Almafuerte.

## Fiche technique
- Titre : Almafuerte
- Réalisation : Luis César Amadori
- Scénario : Belisario García Villar et Pedro Miguel Obligado
- Musique : Alejandro Gutiérrez del Barrio
- Photographie : Alberto Etchebehere et Antonio Merayo
- Montage : Jorge Gárate
- Société de production : Argentina Sono Film
- Pays de production :  Argentine
- Genre : Drame, biopic
- Durée : 92 minutes
- Date de sortie : 
  - Argentine : 20 décembre 1949

## Distribution
- Narciso Ibáñez Menta : Almafuerte
- Pola Alonso
- Eva Caselli
- Federico Mansilla
- Juan Bono
- Juan Carrara
- Lola Márquez
- Domingo Mania
- Juan Alighieri

## Distinctions
Le film a été présenté en sélection officielle en compétition au Festival de Cannes 1949.